# 克里特航海博物馆
克里特航海博物馆（英语：Nautical Museum of Crete）是希腊克里特岛哈尼亚的一个博物馆。展品按年代分类，从青铜时代直至今天。
一楼的展品包括古代船只模型、威尼斯统治时期城市和港口的模型、造船和修船建筑模型。
二楼的展品包括希腊海军军舰模型等。有一部分是关于德国入侵克里特。